# Леві (округ, Флорида)
Шаблон:StateAbbr_ 29°17′ пн. ш. 82°47′ зх. д. / 29.28° пн. ш. 82.79° зх. д.
Округ Леві (англ. Levy County) — округ (графство) у штаті Флорида, США. Ідентифікатор округу 12075. Згідно перепису населення у 2010 році, населення округу складало 40 801 особу. Окружний центр — місто Бронсон.

## Географія
За даними Бюро перепису населення США, загальна площа округу становить 1 413 квадратних миль (3 660 км²), з них 1 118 квадратних миль (2 900 км²) — суша, а 295 квадратних миль (760 км²) (20,9 %) — вода.

## Суміжні округи
- Діксі, Флорида — захід.
- Гілкріст, Флорида — північ.
- Алачуа, Флорида — північний схід.
- Меріон, Флорида — схід.
- Цитрус, Флорида — південь.